# Wachi (taal)
Het Wachi of Wakhi (χik zik oftewel χikwor) is een Oost-Iraanse taal die meest in de Afghaanse provincie Badachsjan en de Tadzjiekse provincie Gorno-Badachsjan wordt gesproken. Men vindt ook enkele Wachitaligen in de regio Chitral van Pakistan en het Autonoom Tadzjieks Arrondissement Taxkorgan in China. Wachi wordt sterk beïnvloed door het Tadzjieks.
De taal is vernoemd naar het Wachan-gebied, waar zich ook de Wachan-corridor van Afghanistan bevindt.